# Kamov Ka-25
Kamov Ka-25 (NATO oznaka 'Hormone') je bil sovjetski enomotorni mornariški helikopter, ki so ga razvili v 1960ih. Ka-25 ima  tako, kot večina Kamovih helikopterjev, koaksialna rotorja. Ka-25 je namenjen iskanju in uničevanju podmornic ter iskanju in reševanju (SAR).

## Specifikacije (Ka-25BŠ)
Podatki iz Gunston, Bill. “The Osprey Encyclopaedia of Russian Aircraft 1875–1995”. London, Osprey. 1995. ISBN 1-85532-405-9 and Chant, Cris. "Warships Today". New York, Barnes & Noble Books. 2004. ISBN 0-7607-6700-9
Splošne značilnosti
- Posadka: 4
- Dolžina: 9,75 m (32 ft 0 in)
- Višina: 5,37 m (17 ft 7 in)
- Teža praznega letala: 4.765 kg (10.505 lb)
- Bruto teža: 7.500 kg (16.535 lb)
- Pogon letala: 1 × Glušenkov GTD-3F turbogredni motor, 671 kW (900 hp)
- Premer glavnega rotorja: 2× 1.574 m (5.164 ft 1 in)
- Površina glavnega rotorja: 3.892 m2 (41.890 sq ft) Kontrarotirajoča 3-kraka rotorja

Zmogljivost
- Maks. hitrost: 209 km/h (130 mph; 113 kn)
- Potovalna hitrost: 193 km/h (120 mph; 104 kn)
- Doseg: 400 km (249 mi; 216 nmi)
- Višina leta: 3.350 m (10.991 ft)

Oborožitev

Do 1.900 kg (4.189 lb) tovora